# Anolis luteosignifer
Anolis luteosignifer es una especie de escamosos de la familia Dactyloidae.

## Distribución geográfica
Es endémica de la isla de Caimán Brac.